# Coenotephria avilaria
Coenotephria avilaria là một loài bướm đêm trong họ Geometridae.